# Cerastium inflatum
Cerastium inflatum är en nejlikväxtart som beskrevs av Jean Charles Marie Grenier. Cerastium inflatum ingår i släktet arvar, och familjen nejlikväxter. Inga underarter finns listade i Catalogue of Life.